# 須田万右衛門
須田 万右衛門（萬右衛門、すだ まんえもん、1858年（安政5年9月） - 1901年（明治34年）8月21日）は、明治時代の政治家。実業家。銀行家。大地主。衆議院議員。

## 経歴
美濃国武儀郡上有知村（岐阜県武儀郡上有知町、美濃町を経て現美濃市）出身。漢学を修める。
村会議員、上有知町会議員、武儀郡会議員、岐阜県会議員、製紙改良組合副会頭、美濃紙輸出、美濃鉄道会社各取締役、上有知銀行頭取を歴任した。
1894年（明治27年）3月の第3回衆議院議員総選挙では岐阜県第5区から無所属で出馬し当選。衆議院議員を1期務めた。

## 親族
- 曾孫：古屋圭司（衆議院議員）